# Informe Roca
L'Informe sobre la revisió del model d'organització territorial de Catalunya, conegut informalment com l'Informe Roca, és la proposta de reorganització territorial de Catalunya feta per iniciativa del Parlament de Catalunya. Publicat el desembre del 2000, va ser elaborat per una comissió d'experts creada pel govern a instàncies dels grups parlamentaris. La comissió estava integrada per vuit experts, entre ells quatre geògrafs, i era presidida per Miquel Roca i Junyent.
L'objectiu era «estudiar i elaborar un informe que permeti revisar el model d'organització territorial de Catalunya, que posteriorment es plasmarà en les iniciatives legislatives adients». Amb aquest objectiu es fa una proposta de reorganització del conjunt de les divisions territorials de Catalunya amb la finalitat de racionalitzar l'administració pública i fer més eficaç la prestació de serveis públics a la població.
Es preveuen tres nivells d'administració: municipal, comarcal i regional amb la fusió de les províncies i àmbits funcionals de la Generalitat en vegueries.

## Municipis

Mapa municipal del 2001

L'informe proposa la supressió dels municipis de menys de 250 habitants (eren 203 segons les dades estadístiques del 1996), la correcció de disfuncions territorials mitjançant la supressió d'enclavaments, l'agregació d'alguns municipis, i l'agrupació funcional dels municipis que no arribin als 1.000 habitants (o 500 en zones de muntanya) amb la finalitat que comparteixin determinats serveis públics.
Els municipis suprimits podrien acollir-se a la figura administrativa d'Entitat municipal descentralitzada, convenientment millorada, que els garantiria un cert grau d'autonomia.
Amb aquesta proposta els municipis es reduirien dels 946 existents l'any 2000 a 758. Això va generar una forta controvèrsia pública i fou rebutjada de forma unànime pels petits ajuntaments.

## Comarques

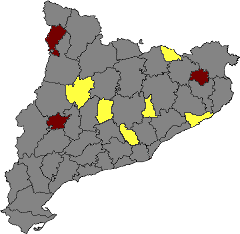
Mapa comarcal. En vermell les aprovades el 1988, i en groc les proposades en l'informe Roca.

L'informe destaca la insatisfacció de la delimitació del mapa comarcal, dibuixat bàsicament sobre el model de la divisió comarcal de 1936 només amb lleugeres variacions. Proposa una revisió adequada a les circumstàncies actuals amb dues perspectives: la creació de noves comarques i el canvi d'adscripció de municipis. A més, recomana la modificació de la composició dels consells comarcals per incrementar el caràcter representatiu dels municipis, i la modificació del sistema de finançament.
Prenent com a punt de partida el mapa comarcal definit el 1987, l'informe proposa la creació de sis noves comarques: 
- l'Alta Segarra, al voltant de Calaf, segregada de l'Anoia, la Segarra, el Solsonès i el Bages.
- el Baix Llobregat Nord, al voltant de Martorell, segregat del Baix Llobregat, l'Anoia, l'Alt Penedès i el Vallès Occidental.
- el Moianès, al voltant de Moià, segregat del Bages, el Vallès Oriental i Osona.
- el Segre Mitjà, al voltant de Ponts, segregat de la Noguera i l'Alt Urgell.
- la Selva Marítima, al voltant de Blanes, segregada de la Selva i el Maresme.
- la Vall de Camprodon, al voltant de Camprodon, segregada del Ripollès.

A més, assenyala la possibilitat d'incloure una comarca a l'entorn de Sant Celoni (Baix Montseny), i reconeix el Lluçanès com una subcomarca singular dins de la comarca d'Osona.
Atenent a diversos criteris històrics, econòmics, socials i de reequilibri territorial proposa una consulta sobre el possible canvi de comarca dels següents municipis:
| Municipi                                                                         | Comarca actual    | Comarca proposada               |
| -------------------------------------------------------------------------------- | ----------------- | ------------------------------- |
| Deltebre                                                                         | Baix Ebre         | Montsià                         |
| Mas de Barberans                                                                 | Montsià           | Baix Ebre                       |
| Capafonts, la Febró i Prades                                                     | Baix Camp         | Priorat                         |
| Masllorenç i el Montmell                                                         | Baix Penedès      | Alt Camp                        |
| Bonastre                                                                         | Baix Penedès      | Tarragonès                      |
| Castellet i la Gornal                                                            | Alt Penedès       | Baix Penedès                    |
| Bellmunt d'Urgell i Penelles                                                     | Noguera           | Pla d'Urgell                    |
| Preixens                                                                         | Noguera           | Urgell                          |
| Ivars de Noguera                                                                 | Noguera           | Segrià                          |
| Bellpuig, Castellserà, la Fuliola i Preixana                                     | Urgell            | Pla d'Urgell                    |
| Aspa                                                                             | Segrià            | Garrigues                       |
| Tarrés                                                                           | Garrigues         | Conca de Barberà                |
| Passanant i Vallfogona de Riucorb                                                | Conca de Barberà  | Urgell                          |
| Conesa, Savallà del Comtat, Llorac, les Piles, Pontils i Santa Coloma de Queralt | Conca de Barberà  | Anoia                           |
| Besalú, Beuda, Maià de Montcal, Mieres i Sant Ferriol                            | Garrotxa          | Pla de l'Estany                 |
| Sant Aniol de Finestres                                                          | Garrotxa          | Gironès                         |
| Albons                                                                           | Baix Empordà      | Alt Empordà                     |
| Breda i Riells i Viabrea                                                         | Selva             | Vallès Oriental                 |
| Castellfollit del Boix                                                           | Bages             | Anoia                           |
| Montmajor                                                                        | Berguedà          | Solsonès                        |
| Gallifa                                                                          | Vallès Occidental | Vallès Oriental                 |
| Aiguafreda                                                                       | Vallès Oriental   | Osona                           |
| Els Garidells                                                                    | Alt Camp          | Tarragonès                      |
| Sant Feliu Sasserra                                                              | Bages             | subcomarca del Lluçanès (Osona) |
| Santa Maria de Merlès                                                            | Berguedà          | subcomarca del Lluçanès (Osona) |

Aquesta consulta es podria fer extensiva a una vintena de municipis més.

## Vegueries

Vegueries

L'informe proposa que les funcions de les diputacions provincials siguin assumides per sis vegueries que serien equiparades a províncies a tots els efectes, respectant d'aquesta forma el marc establert per la Constitució Espanyola de 1978.
Recupera la denominació arrelada en la tradició històrica catalana i descarta la denominació de regió, ja usada en la divisió territorial del 1936, perquè pot induir a confusió i per l'ús que se'n fa en l'àmbit de les polítiques de la Unió Europea. Es manté la denominació de Diputació pels òrgans de govern i d'administració de les vegueries, i recupera la denominació de veguer pel president de la Diputació.
La delimitació de les vegueries, amb les correccions prèvies dels municipis i comarques, pren com a punt de partida la definició dels àmbits funcionals territorials del Pla territorial general de Catalunya (1995):
- Vegueria de Barcelona, constituïda per les comarques: Alt Penedès, Baix Llobregat, Baix Llobregat Nord, Barcelonès, Garraf, Maresme, Vallès Occidental i Vallès Oriental. La seu institucional és Barcelona.
- Vegueria del Camp de Tarragona, constituïda per les comarques: Alt Camp, Baix Camp, Baix Penedès, Conca de Barberà, Priorat i Tarragonès. La seu institucional és Tarragona, amb especial reconeixement del paper històric i econòmic de Reus.
- Vegueria de la Catalunya Central, constituïda per les comarques: Alta Segarra, Anoia, Bages, Berguedà, Cerdanya, Moianès, Osona i Solsonès. La seu institucional és Manresa, amb especial reconeixement del paper històric i cultural de Vic, i de la significació d'Igualada.
- Vegueria de Girona, constituïda per les comarques: Alt Empordà, Baix Empordà, Garrotxa, Gironès, Pla de l'Estany, Ripollès, Selva, Selva Marítima i Vall de Camprodon. La seu institucional és Girona.
- Vegueria de Ponent, constituïda per les comarques: Alta Ribagorça, Alt Urgell, Garrigues, Noguera, Pallars Jussà, Pallars Sobirà, Pla d'Urgell, Segarra, Segre Mitjà, Segrià, Urgell i Val d'Aran. La seu institucional és Lleida.
- Vegueria de les Terres de l'Ebre, constituïda per les comarques: Baix Ebre, Montsià, Ribera d'Ebre i Terra Alta. La seu institucional és Tortosa.

Amb tot, deixa oberta la possibilitat d'una consulta general en els casos de
- Baix Penedès, que podria passar a la vegueria de Barcelona.
- Cerdanya, a la vegueria de Ponent.
- Ribera d'Ebre, a la vegueria del Camp de Tarragona.
- Ripollès, a la vegueria de la Catalunya Central.

Es fa una especial consideració a dos casos específics:
- La vegueria de Barcelona podria assumir les funcions pròpies de l'Àrea metropolitana de Barcelona simplificant l'organització institucional.
- Alt Pirineu i Val d'Aran, format per les comarques de l'Alta Ribagorça, Alt Urgell, Pallars Jussà, Pallars Sobirà i Vall d'Aran, es constitueix com a sotsvegueria per les seves peculiars condicions geogràfiques, demogràfiques i econòmiques. Desaconsella la constitució com a vegueria pel baix pes demogràfic (1% de Catalunya).

## Repercussions
L'informe es va presentar al Govern el 7 de gener del 2001. Les propostes no es van dur a la pràctica, però continua sent un referent en el debat territorial català.
En l'Estatut d'Autonomia de Catalunya de 2006 s'introdueix la vegueria definida com «l'àmbit territorial específic per a l'exercici del govern intermunicipal de cooperació local».